# 1936
- Wikisource

| Calendário gregoriano                                                        | 1936 MCMXXXVI                       |
| Ab urbe condita                                                              | 2689                                |
| Calendário arménio                                                           | 1385 – 1386                         |
| Calendário bahá'í                                                            | 92 – 93                             |
| Calendário budista                                                           | 2480                                |
| Calendário chinês                                                            | 4632 – 4633 Início a 24 de janeiro  |
| Calendário copta                                                             | 1652 – 1653                         |
| Calendário etíope                                                            | 1928 – 1929                         |
| Calendários hindus - Vikram Samvat - Calendário nacional indiano - Cáli Iuga | 1991 – 1992 1857 – 1858 5036 – 5037 |
| Calendário Holoceno                                                          | 11936                               |
| Calendário islâmico                                                          | 1355 – 1356                         |
| Calendário judaico                                                           | 5696 – 5697 Início a 17 de setembro |
| Calendário persa                                                             | 1314 – 1315 Início a 21 de março    |
| Calendário rúnico                                                            | 2186                                |
| Calendário solar tailandês                                                   | 2479                                |

1936 (MCMXXXVI, na numeração romana) foi um ano bissexto do século XX do atual calendário gregoriano, da Era de Cristo, e as suas letras dominicais foram  E e D (53 semanas), seu início foi numa quarta-feira e terminou numa quinta-feira. Segundo o horóscopo chinês, foi o ano do Rato, começando a 24 de janeiro.
| Ano completo                           |
| -------------------------------------- |
| Ano bissexto com início à quarta-feira |

## Eventos
- Extinção do lobo-da-tasmânia.

### Março
- 5 de março — Primeiro voo do caça inglês Spitfire.
- 5 de março — Luís Carlos Prestes e sua esposa Olga Benário são presos. Ele ficará 9 anos na prisão, e Olga, sendo alemã, será deportada.
- 21 de março — O Congresso Nacional do Brasil aprova o estado de guerra passo que antecederia o golpe de 1937.

### Dezembro
- 5 de dezembro — É aprovada a constituição soviética de 1936, no auge do governo de Josef Stalin.
- 11 de dezembro — O rei Eduardo VIII do Reino Unido abdica da coroa para o irmão Jorge VI.

## Nascimentos
- 1 de janeiro — Emiliano Queiroz, ator e locutor brasileiro (m. 2024).
- 12 de janeiro — Émile Lahoud, presidente do Líbano de 1998 a 2007.
- 27 de janeiro — Samuel Chao Chung Ting, físico dos EUA e prémio Nobel da Física.[1]
- 10 de março — Joseph Blatter, economista e dirigente esportivo suíço.
- 12 de março — Carlos Alberto de Nóbrega, humorista brasileiro.
- 18 de março — Frederik Willem de Klerk, Presidente da África do Sul de 1989 a 1994, Vice-Presidente de 1994 a 1996 e Nobel da Paz em 1993 (m. 2021)[2]
- 14 de abril — Frank Serpico, policial americano aposentado do Departamento de Polícia de Nova Iorque (NYPD).
- 28 de maio — Jaime Neves, português, militar de abril que desempenhou um papel fundamental no fim do Processo Revolucionário em Curso (m. 2013)
- 25 de junho — Jusuf Habibie, presidente da Indonésia de 1998 a 1999 (m. 2019)
- 4 de julho — David Martins de Miranda, líder religioso brasileiro. (m. 2015)
- 31 de julho — Boniface Alexandre, presidente do Haiti de 2004 a 2006 (m. 2023).
- 12 de agosto — André Kolingba, presidente da República Centro-Africana de 1981 a 1993 (m. 2010).
- 7 de setembro — Buddy Holly, Cantor e compositor (m. 1959)
- 22 de setembro — Carmen Pereira, ex-presidente de Guiné-Bissau (m. 2016).
- 19 de novembro — Gedelti Gueiros (m. 2025).
- 17 de dezembro — Papa Francisco (m. 2025).

## Mortes
- 20 de janeiro — Jorge V, rei do Reino Unido e Imperador da Índia entre 1910 e 1936 (n. 1865).
- 30 de abril — Carlos José Solórzano, presidente da Nicarágua de 1925 a 1926  (n. 1860).
- 24 de novembro — Alfredo Elviro dos Santos, sacerdote português (n. 1855).

## Prémio Nobel
- Física — Victor Franz Hess, Carl David Anderson.[1]
- Química — Peter Debye.[3]
- Nobel de Fisiologia ou Medicina — Henry Dale, Otto Loewi.[4]
- Literatura — Eugene Gladstone O'Neill[5]
- Paz — Carlos Saavedra Lamas.[2]

## Epacta e idade da Lua
| Epacta gregoriana | 6       |
| Idade da Lua      | Letra f |

## Por tema
- 1936 na arte
- 1936 no Brasil
- 1936 no carnaval
- 1936 na ciência
- 1936 no cinema
- 1936 no desporto
- 1936 no jornalismo
- 1936 na literatura
- 1936 na música
- 1936 na política
- 1936 no teatro
- 1936 na televisão